# Ingobert
|  | Per a altres significats, vegeu «Ingobert (bisbe d'Urgell)». |

Ingobert era un enviat personal de Carlemany encarregat d'ajudar al seu fill Lluís el Pietós a conquerir Turtuixa.
La segona expedició a Tortosa que els francs van fer entre el 804 i el 809 es pot datar cap al 808. En aquest any Carlemany va enviar al seu llegat Ingobert a Tolosa perquè fos oficialment enviat pel seu fill Lluís el Pietós (que seguia a l'Aquitània) en expedició al sud de Barcelona. Ingobert va dividir l'exèrcit; el cos que ell manava va marxar contra Tortosa i l'altre cos, manat per Berà de Barcelona i Ademar de Narbona, l'havia de rodejar i atacar-la pel sud.
Segons l'Astrònom, cronista oficial del regne dels Francs, a la seva «Vita Hludovici», en travessar les forces de Berà el riu d'amagat amb unes barques preparades, els cavalls ho van fer nadant i les seves defecacions arrossegades pel corrent van ésser detectades a Tortosa. El valí d'aquesta ciutat va atacar a Berà i Ademar que van aconseguir escapolir-se i reunir-se amb l'exèrcit d'Ingobert, però ambdós es van haver de retirar.